# Thomas Hauth
Thomas Hauth (* 4. Juli 1961 in Ludwigshafen  am Rhein) ist ein deutscher Übersetzer.

## Leben
Thomas Hauth schloss sein Studium der Slawistik 1988 mit dem Magistergrad ab. Seit 1989 ist er als angestellter Übersetzer für Russisch, Polnisch und Niederländisch tätig. Daneben übersetzt er erzählende Literatur und Sachbücher aus dem Niederländischen ins Deutsche. Hauth lebt in dem niederländischen Ort Maasbree.
Er ist Mitglied im Verband deutschsprachiger Übersetzer literarischer und wissenschaftlicher Werke, VdÜ.

## Herausgeberschaft
- Russian literary and ecclesiastical life in Manchuria and China from 1920 to 1952, The Hague 1996

## Übersetzungen
- Russell Artus: Unperson, München 2002 (übersetzt zusammen mit Sylke Hachmeister)
- Mirjam Boelsums: Schlangen streicheln, Stuttgart 1999
- Daniel Spoerri. Assemblagen und Skulpturen. Eindhoven 2007
- Ed van Eeden: Die Vogelspinne, Frankfurt am Main 2001
- Entlang dem Rande des Mondes, Venlo 2010
- Die gebaute Landschaft, München 2000
- Joke J. Hermsen: Die Gärten von Bloomsbury, Bergisch Gladbach 2003
- Jan Paul Hinrichs: Verbannte Muse, München 1992
- Oek de Jong: Flatternde Sommerkleider, München 2007
- Oek de Jong: Ein Kreis im Gras, München 1999
- Oek de Jong: In der äußersten Finsternis, München 2005
- Lieve Joris: Die Stunde der Rebellen, München 2008 (übersetzt zusammen mit Rosemarie Still)
- Cees Nooteboom: Nie gebaute Niederlande, Stuttgart 1999 (übersetzt zusammen mit Helga Marx)
- Out there hiding everywhere, Bielefeld 2007 (übersetzt zusammen mit Paul Graetz)
- Philibert Schogt: Die wilden Zahlen, München 2000
- Theo Kuijpers, Venlo 2005
- Manon Uphoff: Schlafkind, Stuttgart 2000
- Simon de Waal: Keine Leiche in Amsterdam, München 2007
- Simon de Waal: Todesgracht, München 2010
- Emmanuel Waegemans: Geschichte der russischen Literatur von Peter dem Großen bis zur Gegenwart, Konstanz 1998
- Koos van Zomeren: Lord Byron war auch hier, Zürich 2001
- Koos van Zomeren: Das Mädchen im Moor, Göttingen 1997
- Koos van Zomeren: Eine Tür im Oktober, Zürich 2000